# 莫涅龍島
莫涅龙岛（俄語：Остров Монерон）或海马岛（日语：／）是一座位于库页岛西南方44公里，在鞑靼海峡中的小岛，距离宗谷岬100公里；该岛长7.2公里，宽3.6公里，面积30平方公里，最高点海拔高度429米，海岸线长度24公里。现今岛上并无长期居住的固定人口，1905年至1970年间岛上有居民。

## 名称
阿伊努人称呼该岛为“海狮岛”。和人根据阿伊努语中的岛名直接汉字化为海马岛。17世纪中，《正保日本图》上以“いしよこたん”的名称绘制了它。1700年的《松前岛乡帐》也以同样的名字记录了该岛，并视作西虾夷地的离岛。1790年，最上德内作《蝦夷国風俗人情之沙汰》，将该岛以“トヾシマ"的名称记录，并标注它在ナヨシ以南6至7公里处。1810年，《黑龙江中州并天度》中以“モシロヽ”记录了这个岛。1816年，《松前虾夷地岛图》以“トヽモシリ”和“イシヨコタン”标注该岛。1854年刊行的《虾夷阖境舆地全图》中又记载了“トヽモシリ”这个岛。
1787年时，法国航海家拉彼鲁兹伯爵让-弗朗索瓦·德·加洛率领探险队在自朝鲜半岛航行至堪察加半岛的途中路过此地，并以队上的工程官保罗·梅霍尔·莫涅龙为新发现的小岛命名。今日在西方文化圈较常以“莫涅龙岛”称呼之。

## 历史
莫涅龍島曾是土著居民阿伊努人的活动范围。松前藩在18世纪时将该岛纳入势力范围。
1855年，下田和约将库页岛及周围其他岛置于日俄共同管理的范围。根据1875年的库页岛千岛交换条约该岛随库页岛让予俄国。1905年，该岛又同南库页岛一起作为战利品成为日本领土。从1910年起，日本人陆续移民至此。在日治时期，它属桦太厅真冈支厅本斗郡。1941年，设立海马村，时有751人的人口数。1945年8月，居民恐惧苏联部队入侵，岛上人口撤离，自此之后该岛就成为无固定居住人口的无人岛。第二次世界大战结束后，日本失去南库页岛，莫涅龍島也伴随成为苏联领土。
1971年，该岛附近发生地震。
1983年9月1日，一架班号KAL007的大韩航空波音747客机因误入苏联领空而遭苏联空军战机击落，客机坠毁在莫涅龍島附近海域。虽然实际坠毁的地点和与该岛的精确距离尚有争议，但此事件仍让原本只是座默默无闻无人岛的莫涅龍島，成为国际社会的关注焦点。

## 地理

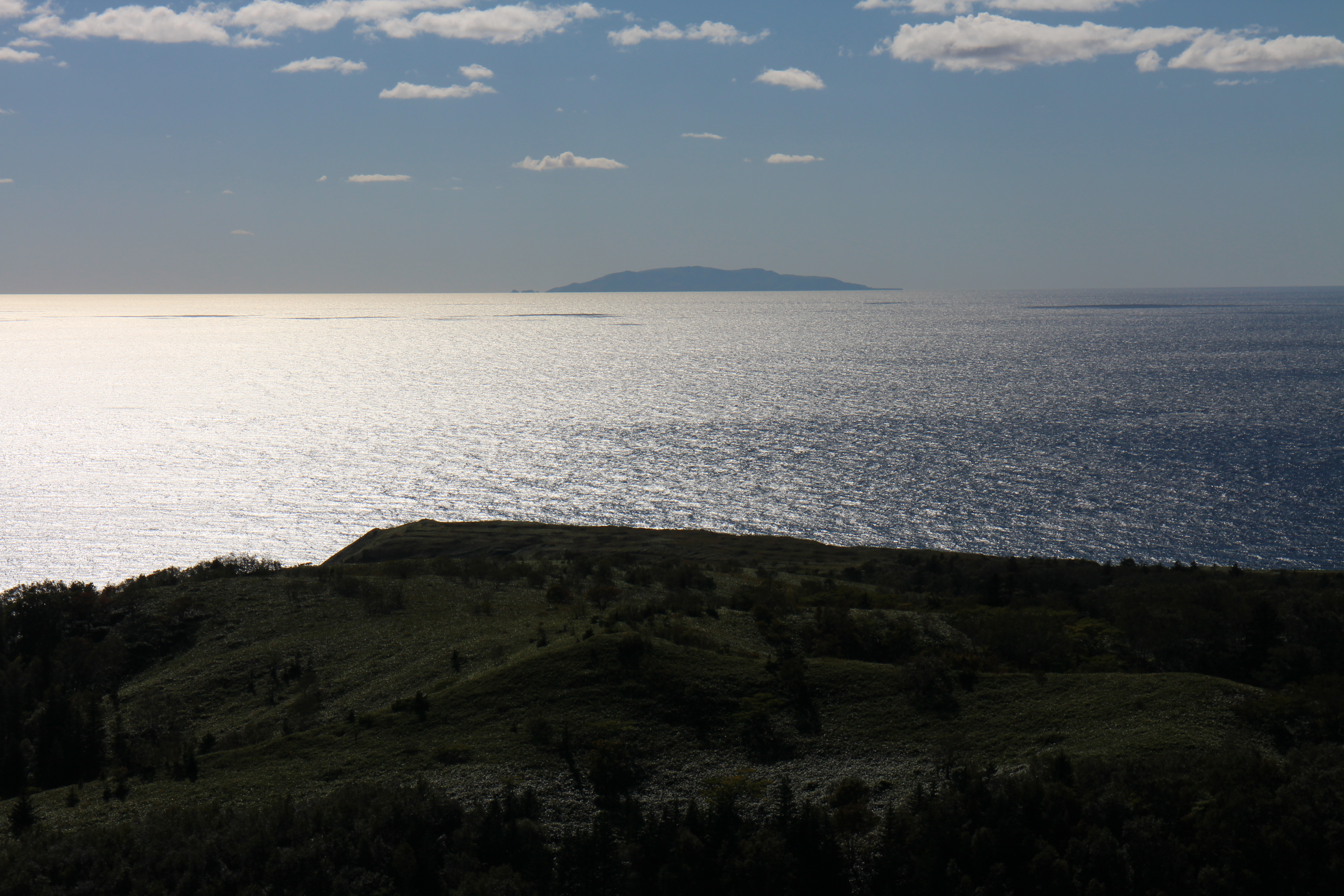
从库页岛远眺莫涅龍島

天气好时，可以从库页岛上看到莫涅龍島。海峡宽6里格，分开了库页岛和莫涅龍島。
该岛地形崎岖。岛上有许多洞穴，北部有一个洞穴长40米，高15米，由海浪和风共同作用形成。它是一座新近纪喷发的死火山形成的。最高点是中部的台南岳，标高439米；次高点是旭山，海拔279米。西南方向立岩鼻探入海中。
水系呈放射型。溪流较急，山谷呈 V 字形，多瀑布。岛上不缺乏淡水。在其中一条溪上，有一座日治时期修的桥。12月至次年4月结冰。